# Champagnac (Charente-Maritime)
Pour les articles homonymes, voir Champagnac.
Champagnac est une commune du Sud-Ouest de la France située dans le département de la Charente-Maritime (région Nouvelle-Aquitaine).
Ses habitants sont appelés les Champagnaçais et les Champagnaçaises.

## Géographie
Champagnac est une des étapes d'un sentier de grande randonnée balisé, le GR 360.

### Communes limitrophes
| Jonzac  | Réaux sur Trèfle | Meux                    |
|         | Champagnac       | Saint-Germain-de-Vibrac |
| Ozillac |                  | Saint-Médard            |

## Urbanisme

### Typologie
Au 1er janvier 2024, Champagnac est catégorisée commune rurale à habitat dispersé, selon la nouvelle grille communale de densité à 7 niveaux définie par l'Insee en 2022.
Elle est située hors unité urbaine. Par ailleurs la commune fait partie de l'aire d'attraction de Jonzac, dont elle est une commune de la couronne,. Cette aire, qui regroupe 35 communes, est catégorisée dans les aires de moins de 50 000 habitants,.

### Occupation des sols
L'occupation des sols de la commune, telle qu'elle ressort de la base de données européenne d’occupation biophysique des sols Corine Land Cover (CLC), est marquée par l'importance des territoires agricoles (93,5 % en 2018), une proportion identique à celle de 1990 (93,5 %). La répartition détaillée en 2018 est la suivante : 
terres arables (57,3 %), cultures permanentes (25,9 %), zones agricoles hétérogènes (10,3 %), forêts (6,5 %). L'évolution de l’occupation des sols de la commune et de ses infrastructures peut être observée sur les différentes représentations cartographiques du territoire : la carte de Cassini (XVIIIe siècle), la carte d'état-major (1820-1866) et les cartes ou photos aériennes de l'IGN pour la période actuelle (1950 à aujourd'hui).

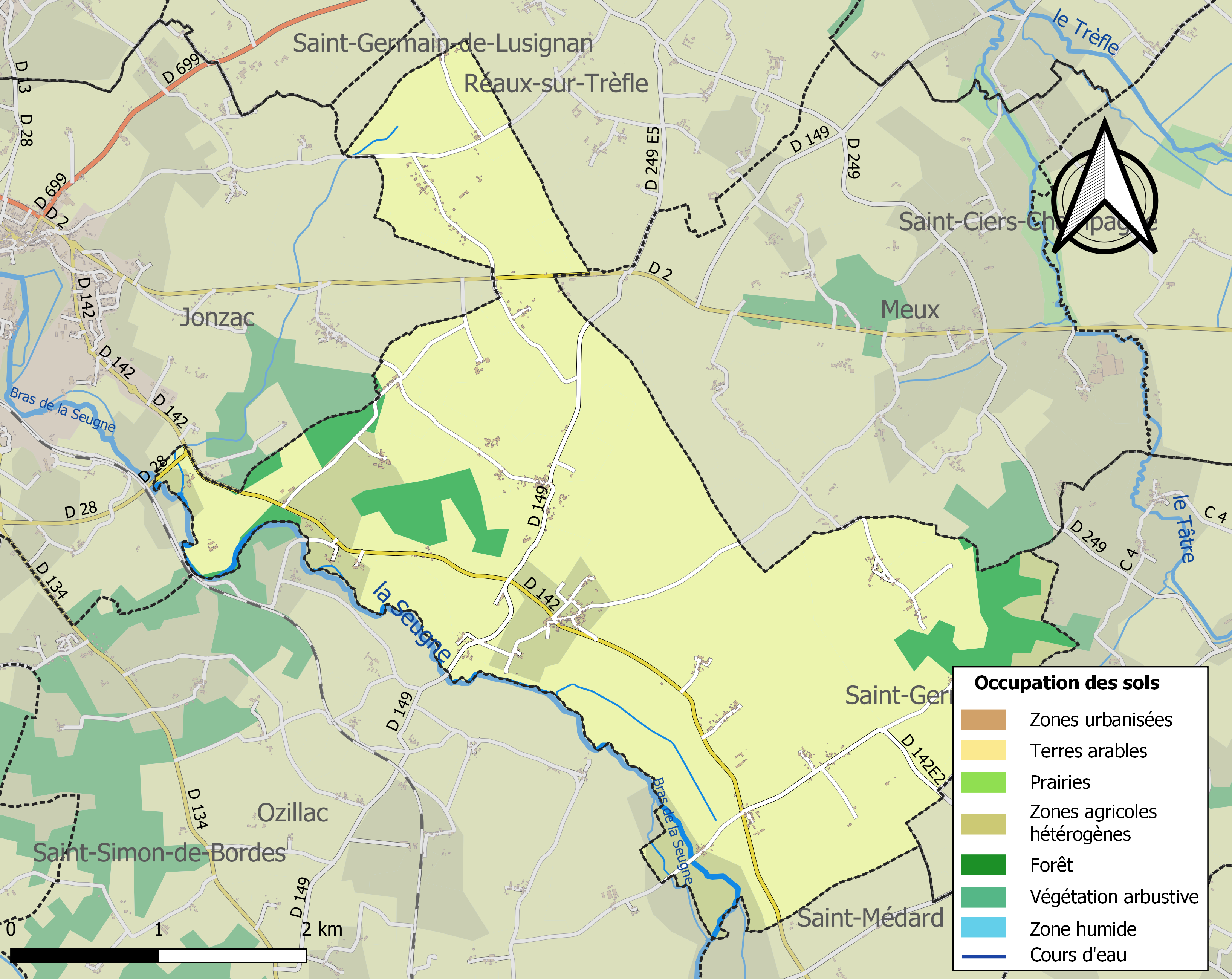
Carte des infrastructures et de l'occupation des sols de la commune en 2018 (CLC).

### Risques majeurs
Le territoire de la commune de Champagnac est vulnérable à différents aléas naturels : météorologiques (tempête, orage, neige, grand froid, canicule ou sécheresse), inondations, mouvements de terrains et séisme (sismicité faible). Il est également exposé à un risque technologique,  le transport de matières dangereuses. Un site publié par le BRGM permet d'évaluer simplement et rapidement les risques d'un bien localisé soit par son adresse soit par le numéro de sa parcelle.

#### Risques naturels
Certaines parties du territoire communal sont susceptibles d’être affectées par le risque d’inondation par débordement de cours d'eau, notamment la Seugne. La commune a été reconnue en état de catastrophe naturelle au titre des dommages causés par les inondations et coulées de boue survenues en 1982, 1986, 1993, 1999 et 2010,.

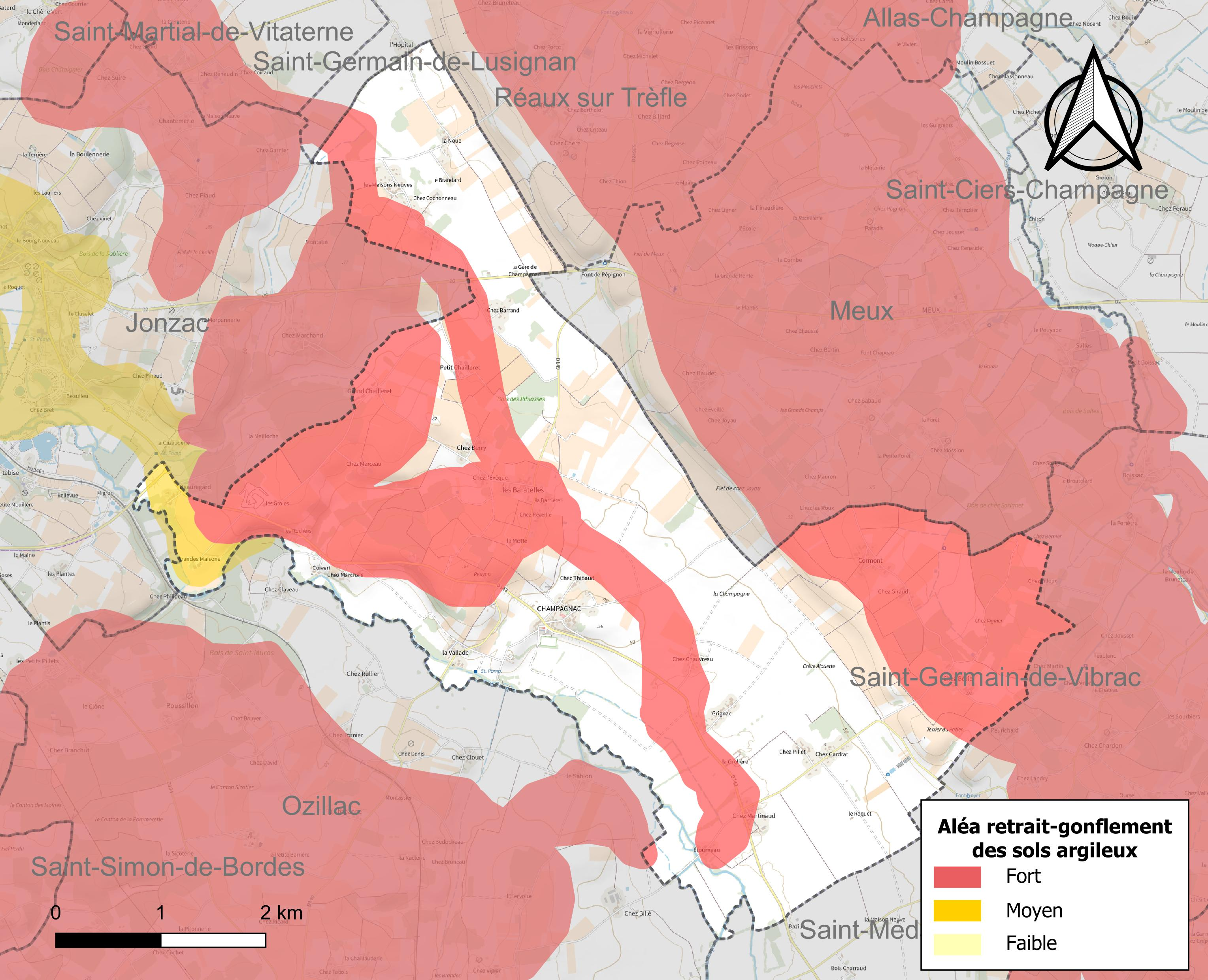
Carte des zones d'aléa retrait-gonflement des sols argileux de Champagnac.

Les mouvements de terrains susceptibles de se produire sur la commune sont des tassements différentiels.
Le retrait-gonflement des sols argileux est susceptible d'engendrer des dommages importants aux bâtiments en cas d’alternance de périodes de sécheresse et de pluie. 43,5 % de la superficie communale est en aléa moyen ou fort (54,2 % au niveau départemental et 48,5 % au niveau national). Sur les 277 bâtiments dénombrés sur la commune en 2019,  116 sont en aléa moyen ou fort, soit 42 %, à comparer aux 57 % au niveau départemental et 54 % au niveau national. Une cartographie de l'exposition du territoire national au retrait gonflement des sols argileux est disponible sur le site du BRGM,.
Par ailleurs, afin de mieux appréhender le risque d’affaissement de terrain, l'inventaire national des cavités souterraines permet de localiser celles situées sur la commune.
Concernant les mouvements de terrains, la commune a été reconnue en état de catastrophe naturelle au titre des dommages causés par la sécheresse en 2003 et par des mouvements de terrain en 1999 et 2010.

#### Risques technologiques
Le risque de transport de matières dangereuses sur la commune est lié à sa traversée par une ou des infrastructures routières ou ferroviaires importantes ou la présence d'une canalisation de transport d'hydrocarbures. Un accident se produisant sur de telles infrastructures est susceptible d’avoir des effets graves sur les biens, les personnes ou l'environnement, selon la nature du matériau transporté. Des dispositions d’urbanisme peuvent être préconisées en conséquence.

## Toponymie
Du nom de propriétaire gallo-romain Campanius suivi du suffixe -acum.

## Administration

### Liste des maires
| Période                                  | Période   | Identité         | Étiquette | Qualité     |
| ---------------------------------------- | --------- | ---------------- | --------- | ----------- |
| mars 2001                                | mars 2008 | Michel Couillaud |           |             |
| mars 2008                                | mars 2014 | Gérard Blin      | SE        | Retraité    |
| mars 2014                                | En cours  | Michel Rode      | SE        | Agriculteur |
| Les données manquantes sont à compléter. |           |                  |           |             |

### Région
À la suite de la mise en application de la réforme administrative de 2014 ramenant le nombre de régions de France métropolitaine de 22 à 13, la commune appartient depuis le 1er janvier 2016 à la région Nouvelle-Aquitaine, dont la capitale est Bordeaux. De 1972 au 31 décembre 2015, elle a appartenu à la région Poitou-Charentes, dont le chef-lieu était Poitiers.

## Démographie

### Évolution démographique
L'évolution du nombre d'habitants est connue à travers les recensements de la population effectués dans la commune depuis 1793. Pour les communes de moins de 10 000 habitants, une enquête de recensement portant sur toute la population est réalisée tous les cinq ans, les populations de référence des années intermédiaires étant quant à elles estimées par interpolation ou extrapolation. Pour la commune, le premier recensement exhaustif entrant dans le cadre du nouveau dispositif a été réalisé en 2006.

En 2022, la commune comptait 493 habitants, en évolution de −6,1 % par rapport à 2016 (Charente-Maritime : +4,04 %, France hors Mayotte : +2,11 %).
| 1793 | 1800 | 1806 | 1821 | 1831 | 1836 | 1841 | 1846 | 1851 |
| ---- | ---- | ---- | ---- | ---- | ---- | ---- | ---- | ---- |
| 645  | 601  | 665  | 688  | 704  | 706  | 646  | 687  | 635  |

| 1856 | 1861 | 1866 | 1872 | 1876 | 1881 | 1886 | 1891 | 1896 |
| ---- | ---- | ---- | ---- | ---- | ---- | ---- | ---- | ---- |
| 634  | 607  | 622  | 581  | 594  | 588  | 554  | 525  | 504  |

| 1901 | 1906 | 1911 | 1921 | 1926 | 1931 | 1936 | 1946 | 1954 |
| ---- | ---- | ---- | ---- | ---- | ---- | ---- | ---- | ---- |
| 512  | 536  | 541  | 510  | 485  | 478  | 480  | 494  | 472  |

| 1962 | 1968 | 1975 | 1982 | 1990 | 1999 | 2006 | 2011 | 2016 |
| ---- | ---- | ---- | ---- | ---- | ---- | ---- | ---- | ---- |
| 449  | 404  | 401  | 431  | 427  | 463  | 507  | 530  | 525  |

| 2021 | 2022 | - | - | - | - | - | - | - |
| ---- | ---- | - | - | - | - | - | - | - |
| 504  | 493  | - | - | - | - | - | - | - |

### Pyramide des âges
La population de la commune est relativement jeune.
En 2018, le taux de personnes d'un âge inférieur à 30 ans s'élève à 32,7 %, soit au-dessus de la moyenne départementale (29 %). À l'inverse, le taux de personnes d'âge supérieur à 60 ans est de 27,4 % la même année, alors qu'il est de 34,9 % au niveau départemental.
En 2018, la commune comptait 271 hommes pour 256 femmes, soit un taux de 51,42 % d'hommes, largement supérieur au taux départemental (47,85 %).
Les pyramides des âges de la commune et du département s'établissent comme suit.
| Hommes | Classe d’âge | Femmes |
| ------ | ------------ | ------ |
| 0,0    | 90 ou +      | 0,4    |
| 7,4    | 75-89 ans    | 6,7    |
| 17,1   | 60-74 ans    | 23,6   |
| 20,8   | 45-59 ans    | 23,9   |
| 15,2   | 30-44 ans    | 20,0   |
| 16,7   | 15-29 ans    | 10,6   |
| 22,9   | 0-14 ans     | 14,9   |

| Hommes | Classe d’âge | Femmes |
| ------ | ------------ | ------ |
| 1,1    | 90 ou +      | 2,6    |
| 10,1   | 75-89 ans    | 12,6   |
| 22     | 60-74 ans    | 23,2   |
| 20,1   | 45-59 ans    | 19,7   |
| 16,1   | 30-44 ans    | 15,6   |
| 15,2   | 15-29 ans    | 12,7   |
| 15,4   | 0-14 ans     | 13,6   |

## Économie

### Agriculture
La viticulture est une ressource économique importante de la commune, qui est située en Petite Champagne, dans la zone d'appellation d'origine contrôlée du cognac.

## Lieux et monuments

### Église Saint-Pierre-es-Liens
Comme beaucoup d'églises de Saintonge, celle de Champagnac se trouve sur le chemin des pèlerins de Saint-Jacques de Compostelle, et sur le tracé d'une ancienne voie antique, celle qui reliait Saintes à Coutras. La construction, remarquablement homogène date pour une grande partie du XIIe siècle. La façade, restaurée en 1865, est garnie d’un grand  portail. Le clocher, qui date en partie du XIVe siècle, est accolé à l'édifice, au sud de la quatrième travée sur une chapelle  quadrangulaire. L’intérieur est couvert de  voûtes sur croisées d’ogives. Les nervures reposent sur des colonnes rondes adossées. Sur la partie orientale de l'église on peut observer des corbeilles ornées d’un décor végétal  complété dans les angles par des figures humaines et animales. On y voit par exemple des masques grimaçants, des visages aux  pommettes saillantes, des visages féminins et plusieurs têtes d’oiseaux.
Le clocher renferme deux cloches, fondues en décembre  1824.
La totalité de l’édifice est classée Monument Historique depuis le  24 novembre 1923.

## Personnalités liées à la commune
Régis Messac (Champagnac, 2 août 1893 - du côté de Gross-Rosen ou de Dora, c. 1945), écrivain pacifiste mort en camp de concentration, est né dans la maison d’école de Champagnac, où ses grands-parents maternels, Jean Gabillaud et sa femme Justine née Georget, étaient instituteurs.